# Sociale klasse
Een sociale klasse is, in een maatschappij, een groep mensen met een vergelijkbare economische positie, en daardoor met vergelijkbare carrière-kansen.
De levenskansen van een individu worden bepaald door zijn prestaties, maar ook door zijn hoeveelheid bezittingen. Het begrip sociale klasse onderscheidt zich hiermee van het begrip maatschappelijke stand, dat vooral door afkomst en sociale status wordt bepaald. Binnen ieder van de drie maatschappelijke klassen is het gemeenschapsgevoel lager dan binnen een, sociaal homogenere, stand. De gevoelsverwantschap binnen een maatschappelijke stand uit zich in een sterkere tendens tot sociale uiting. Vaak worden de sociale klassen onderverdeeld in een bovenklasse, middenklasse en een onderklasse.
Het begrip 'klasse' is oorspronkelijk afkomstig uit de economie, maar is sinds ongeveer 1900 vooral onderwerp van studie in de sociologie.
In principe kan men iedere menselijke eigenschap gebruiken om een maatschappij op te delen in verschillende sociale klassen. Voorbeelden zijn beroep, opleidingsniveau, inkomen, politieke invloed, afkomst, geslacht of seksuele geaardheid.

## Klassieke economen
Het klassenbegrip is te herleiden tot de klassieke economen (rond 1800). Bij deze denkers was het begrip klasse gekoppeld aan de productiefactoren grond, arbeid en kapitaal, en de mate waarin ieder van deze drie factoren bijdraagt aan het nationaal inkomen. De klassieke econoom David Ricardo begint zijn belangrijkste werk met een samenvatting van dit klassenbegrip:
De opbrengst van de aarde – al wat verkregen wordt uit haar oppervlak door de vereende inzet van arbeid, machines en kapitaal, wordt verdeeld tussen de drie klassen van de maatschappij; namelijk, de eigenaar van de grond, de eigenaar van de voorraad/het kapitaal die nodig is voor de bewerking daarvan, en de arbeiders door wier ijver de bewerking plaatsvindt.
Het voornaamste verschil tussen deze drie klassen is de manier waarop hun inkomen tot stand komt. Volgens Ricardo (die vooral een landbouweconomie voor ogen had) trekken de grondbezitters rente uit hun bezit en is de hoogte van deze rente vooral afhankelijk van de vruchtbaarheid van de grond. De kapitaalbezitters behalen winst, die afhankelijk is van hun vermogen om kapitaal te vergaren en van de bevolkingsdichtheid (de beschikbaarheid van arbeidskrachten). De arbeiders, tot slot, behalen een loon dat afhankelijk is van hun vaardigheid. Doel van de economische wetenschap was om een verklaring voor de inkomensverdeling tussen de verschillende klassen te vinden.

## Marx
Karl Marx (1818-1883) bouwde het economische klassenbegrip uit en paste het toe op een industriële maatschappij. In een dergelijke maatschappij onderscheidt het marxisme van oudsher zo'n zeven klassen:
- de industriëlen, kapitalisten of (grote) bourgeoisie, die productiemiddelen bezitten en anderen daarmee laten werken om van de winst te kunnen leven;
- de grootgrondbezitters;
- de kleinburgers, zoals middenstanders;
- de vrije loonarbeiders of proletariërs, die in positieve zin vrij zijn om hun arbeidskracht te verkopen, maar in negatieve zin vrij van het bezit van productiemiddelen;
- de zelfstandigen (in modern jargon, freelancers of zzp'ers), die hun arbeidskracht verkopen maar daarbij eigen productiemiddelen gebruiken;
- de slaven, die noch productiemiddelen, noch hun eigen arbeidskracht bezitten;
- het lompenproletariaat, de restcategorie.

Van deze klassen worden de loonarbeiders en de kapitalisten als de belangrijkste beschouwd, omdat zij samen de industrialisering en daarmee de vooruitgang mogelijk maken. Tussen de arbeiders en de kapitalisten ziet het marxisme een klassenconflict om de verdeling van de winsten, waarin het de positie van de arbeiders kiest. Vanuit de toestandsklasse van Klassen-an-Sich wil het bij de loonarbeiders een klassenbewustzijn doen ontstaan om zo te komen tot een mentaliteitsklasse of Klasse-für-sich. Tijdens deze politieke bewustwording zou de arbeidersklasse ontdekken dat zij onderdrukt wordt en zou zij zich daarna - via een revolutie - van het juk van de hogere klassen en de burgerij, bevrijden.

## Weber
Max Weber (1864-1920) had een gedifferentieerder beeld en deelde de maatschappij op in groepen met behulp van drie elementen: klasse, status (of stand) en macht. Hij spreekt van een klasse wanneer
(1) een aantal mensen een specifieke causale component van hun levenskansen delen, in zoverre (2) deze component uitsluitend wordt gevormd door economische belangen bij het bezit van goederen en gelegenheden tot het vergaren van inkomen en (3) bestaat onder de voorwaarde van goederen- of arbeidsmarkten.
Bezit is bij Weber nog steeds een doorslaggevende factor bij het bepalen van klasse, maar het klassenbegrip wordt veel breder en afhankelijk van de economische context. Op de woningmarkt, bijvoorbeeld, treffen de huurders en huisbazen elkaar vanuit hun klassenbelangen tegemoet; op de arbeidsmarkt zijn dit werkgevers en werknemers.
Anders dan voor Marx, is voor Weber het bestaan van een markteconomie een voorwaarde voor het bestaan van klassen, die daarmee een voornamelijk kapitalistisch verschijnsel zijn. De slavenmaatschappijen uit de oudheid ziet hij niet als klassenmaatschappijen, maar hoogstens als voorlopers daarvan. Klassen en klassenstrijd vinden volgens Weber hun oorsprong in de kredietmarkt, die schuldeisers en schuldenaars als klassen tegenover elkaar stelt.
Of men Webers tweede categorie als stand of als status interpreteert, hangt af van of men de oorspronkelijke Duitse tekst van zijn werken volgt of de Engelse vertaling, en heeft gevolgen voor de interpretatie. In de Engelse vertaling, en de gezaghebbende interpretatie van W.G. Runciman, is status de tweede categorie en zijn klasse, status en macht synchrone eigenschappen die in principe onafhankelijk van elkaar kunnen bewegen. Een alternatieve, historische lezing op basis van Webers Duitse term Stand brengt hem dichter bij Marx: in deze interpretatie beschrijft Weber de overgang van een standenmaatschappij naar een klassenmaatschappij en is macht dus het uitvloeisel van eerst stand, later klasse.
In tegenstelling tot Marx meende Weber dat de klassenstrijd slechts een kenmerk van het vroege kapitalisme was, die zou afvlakken naarmate het systeem geconsolideerd raakte.

## Open samenleving
Het harde kapitalisme uit de tijd van Marx werd nog gekenmerkt door een grote mate van laisser-faire. Vanaf het einde van de negentiende eeuw zagen overheden zich echter genoodzaakt om in toenemende mate in te grijpen, vaak tegen wil en dank. Zo probeerde Bismarck met de instelling van sociale verzekeringen de socialisten de wind uit de zeilen te nemen. Hiermee verdwenen de scherpste randen van de klassentegenstellingen. Tegelijkertijd werd onderwijs voor steeds meer mensen bereikbaar. Vooral vlak na de Tweede Wereldoorlog was er steeds meer sprake van een verzorgingsstaat in westerse landen waar het idee begon te leven dat verschillen meer en meer zouden verdwijnen en dat een open samenleving binnen handbereik was.
Klasseverschillen bleken echter niet zomaar te verdwijnen. Dit komt niet alleen tot uiting in economische of statusgerelateerde zaken, maar ook in sociaal-economische gezondheidsverschillen. Als reactie daarop werden nieuwe modellen ontwikkeld.

## Goldthorpe
John Goldthorpe beschouwt klassen als beroepscategorieën waarbij onderscheid kan worden gemaakt tussen de markt- en de werksituatie. De marktsituatie is afhankelijk van de herkomst en de hoogte van het inkomen, de economische zekerheid en de mogelijkheden tot verbetering. De werksituatie wordt bepaald door de gezagsverhoudingen binnen een organisatie en de mate van autonomie.

## Postmodernisme
De onderscheidende kenmerken van de verschillende klassen zijn na de Tweede Wereldoorlog minder duidelijk te onderscheiden. Volgens de postmodernisten is klasse dan ook een niet langer bruikbaar begrip. Met de groei van de welvaart is de nadruk verschoven van productie naar consumptie. Daarbij wordt gekozen voor een levensstijl die past bij de groep of subcultuur waar men bij wil horen. Het is dan ook makkelijker om te veranderen van levensstijl dan het geval was bij een sociale klasse.
Hier wordt wel tegenin gebracht dat ook levensstijl net als sociale klasse afhankelijk is van het inkomen.